# St. Paul (Bocholt)

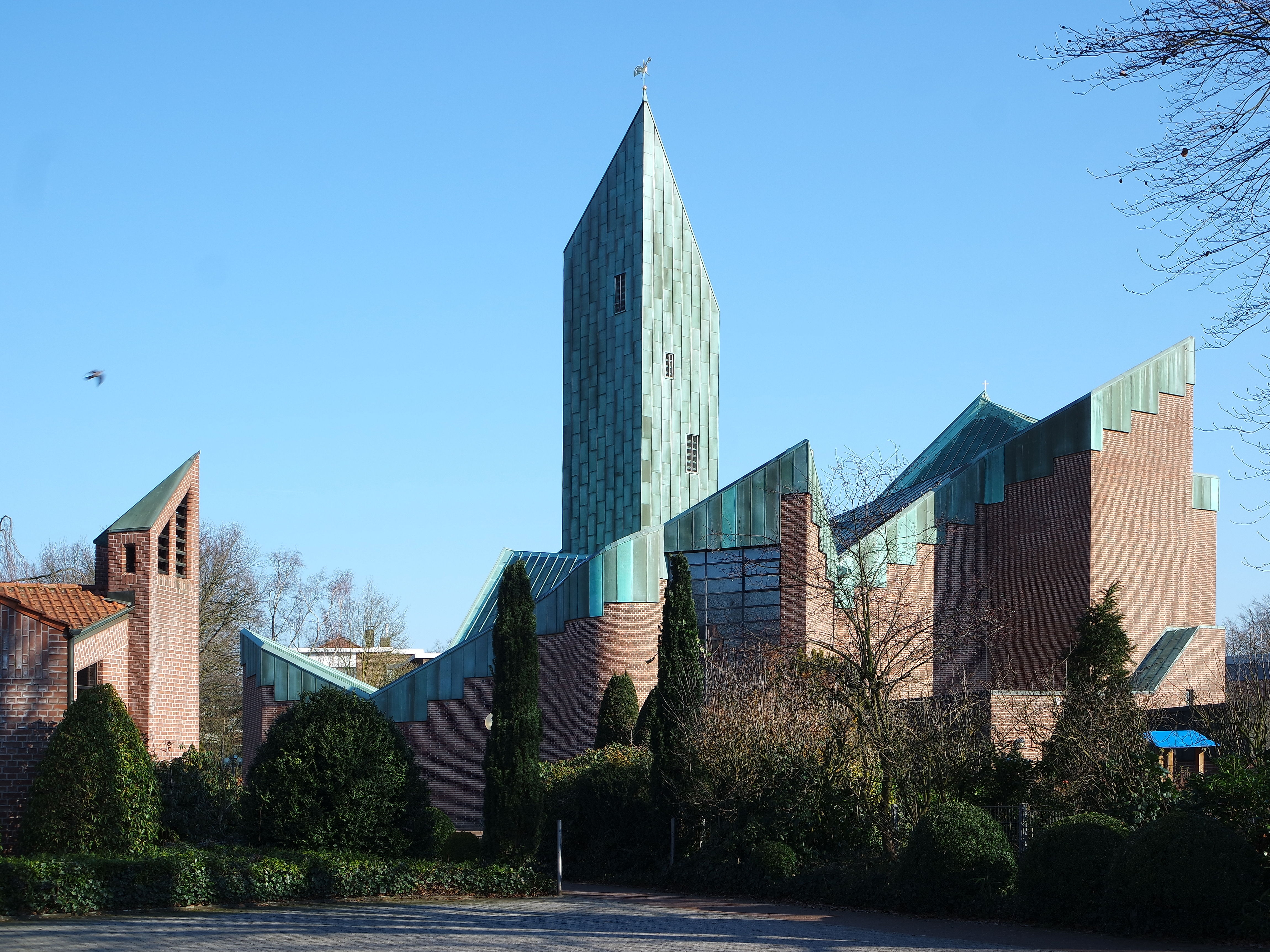
Ansicht der St. Paul

Die St.-Paul-Kirche ist eine katholische Kirche an der Breslauer Straße im Osten von Bocholt.
Sie ist ein Kirchstandort der Pfarrei Liebfrauen mit der Pfarrkirche Liebfrauenkirche (Bocholt).

## Baugeschichte
Das Kirchengebäude wurde von Gottfried Böhm entworfen und in den Jahren 1964–1966 errichtet.
In den 1980er und 1990er Jahren wurde die Kirche umgestaltet und restauriert. Die vormals schmucklosen Fensterflächen erhielten farbige Motive, es wurden vier Glocken angeschafft und schließlich eine Orgel.

## Kirchenraum
Auffallend ist, dass der Kirchenraum in der Horizontalen keinerlei parallelen Linien erkennen lässt. Der Raum selbst ist annähernd einer Rundform angelegt. Die Deckengestaltung ist einzigartig: Sie besteht auf langgestreckten Beton-Dreiecken, die einer mehrfach gefalteten Fläche ähneln. Die Decke strebt vom Eingang im Westen immer weiter in die Höhe und erreicht ihren Höhepunkt über dem Altarraum im Osten. Durch diese Bauweise wirkt der Raum wie eine Art Höhle bzw. Grotte, die den Besucher völlig in sich aufnimmt.

## Ausstattung
Die vier Kirchenfenster reichen vom Kirchboden bis unter die Deckenkonstruktion. Es handelt sich dabei um breite Fensterflächen. Sie bestanden ursprünglich aus Klarglas, durch eine aufwändige wiederkehrende Strukturierung in einem abstrakten Blumenmuster angelegt. In diese Fensterflächen wurden nachträglich farbige Motive eingearbeitet, überwiegend in leuchtenden Rottönen. Ein Fenster zeigt ein großflächiges abstraktes Rosenmotiv, ein anderes eine großflächige abstrakte lodernde Flamme. Diese Motive wurden von der Künstlerin Hildegard Bienen (Hamminkeln) geschaffen.

## Orgel
Die Orgel stammt aus der Orgelbauwerkstatt Eisenbarth (Passau) und wurde 1987 fertiggestellt. Auffallend ist das Gehäuse, das die Gestaltung der Deckenflächen (Faltbauweise) aufnimmt. Das rein mechanische Instrument hat 32 Register auf Schleifladen. Im Jahre 2015 wurden im Schwellwerk zwei Register ausgetauscht.
| I Hauptwerk C–f3 |                             |        |
| 1.               | Bourdun                     | 16′    |
| 2.               | Prinzipal                   | 08′    |
| 3.               | Flute traversiere           | 08′    |
| 4.               | Gemshorn                    | 08′    |
| 5.               | Oktave                      | 04′    |
| 6.               | Rohrflöte                   | 04′    |
| 7.               | Nasart (vorab Nr. 8)        | 02 ⁄3′ |
| 8.               | Cornettino I-III            | 02 ⁄3′ |
| 9.               | Oktave                      | 02′    |
| 10.              | Quinte (vorab Nr. 12)       | 01 ⁄3′ |
| 11.              | Superoktav (vorab Nr. 12) 0 | 01′    |
| 12.              | Mixtur IV-VI                | 01 ⁄3′ |
| 13.              | Trompete                    | 08′    |
|                  | Tremolo                     |        |

| II Schwellwerk C–f3 |                      |         |
| 14.                 | Copula               | 08′     |
| 15.                 | Salizional           | 08′     |
| 16.                 | Unda maris (ab c0) 0 | 08′     |
| 17.                 | Prinzipal            | 04′     |
| 18.                 | Holzflöte            | 04′     |
| 19.                 | Rohrflöte            | 02 ⁄3′  |
| 20.                 | Flautino             | 02′     |
| 21.                 | Terzflöte            | 01 3⁄5′ |
| 22.                 | Piccolo              | 01′     |
| 23.                 | Basson               | 16′     |
| 24.                 | Klarinette           | 08′     |
| 25.                 | Oboe                 | 08′     |
|                     | Tremolo              |         |

| Pedalwerk C–f1 |                |     |
| 26.            | Violon         | 16′ |
| 27.            | Subbass        | 16′ |
| 28.            | Oktavbass      | 08′ |
| 29.            | Gedacktflöte 0 | 08′ |
| 30.            | Choralbass     | 04′ |
| 31.            | Posaune        | 16′ |
| 32.            | Trompete       | 08′ |

- Koppeln: II/I, I/P, II/P
- Spielhilfen: 8000-fache Setzeranlage mit Sequenzer
- Anmerkungen

1. ↑  bis 2015: Cimbel III 1 1⁄3′.
2. ↑  bis 2015: Corna musa 8′.

## Glocken
Die vier Glocken wurden von der Glockengießerei Petit & Gebr. Edelbrock (Gescher) gegossen. Läutemotiv: Salve Regina
| Nr. | Name | Gussjahr | Gießer                           | Ø (cm) | Gewicht (kg) | Nominal | Inschrift |
| 1   |      |          | Petit & Gebr. Edelbrock, Gescher | 142    | 1.700        | d1      |           |
| 2   |      | 126      | Petit & Gebr. Edelbrock, Gescher | 1.200  | fis1         |         |           |
| 3   |      | 94       | Petit & Gebr. Edelbrock, Gescher | 500    | a1           |         |           |
| 4   |      | 85       | Petit & Gebr. Edelbrock, Gescher | 350    | h1           |         |           |